# Красный Холм (городское поселение)
Город Красный Холм — муниципальное образование со статусом городского поселения в Краснохолмском районе Тверской области Российской Федерации.
Административный центр — город Красный Холм.

## История
Статус и границы городского поселения установлены Законом Тверской области от 28 февраля 2005 года N 32-зо «Об установлении границ муниципальных образований, входящих в состав территории муниципального образования Тверской области „Краснохолмский район“, и наделении их статусом городского, сельского поселения».

## Население
| 2010  | 2011  | 2012  | 2013  | 2014  | 2015  | 2016  |
| ----- | ----- | ----- | ----- | ----- | ----- | ----- |
| 6102  | ↘6062 | ↘5998 | ↘5915 | ↘5845 | ↘5797 | ↘5718 |
| 2017  | 2018  | 2019  | 2020  |       |       |       |
| ↘5710 | ↘5615 | ↘5551 | ↘5453 |       |       |       |

## Состав городского поселения
| № | Населённый пункт | Тип населённого пункта | Население |
| - | ---------------- | ---------------------- | --------- |
| 1 | Глунцово         | деревня                | 167       |
| 2 | Красный Холм     | город                  | ↗4998     |
| 3 | Неледино         | посёлок                | 327       |